# Mastixia euonymoides
Mastixia euonymoides är en kornellväxtart som beskrevs av David Prain. Mastixia euonymoides ingår i släktet Mastixia och familjen kornellväxter. Inga underarter finns listade i Catalogue of Life.